# Васмоси, Хуан Карлос
Хуа́н Ка́рлос Мари́я Васмо́си Монти (исп. Juan Carlos María Wasmosy Monti; род. 15 декабря 1938 года, Асунсьон) — парагвайский политический деятель, президент Парагвая с 1993 до 1998 год. Член партии Колорадо, и первый за 39 лет гражданский президент страны.

## Биография
Предки будущего президента (Даниель Вамоши и Йожеф Вамоши) эмигрировали в Южную Америку из венгерского города Дебрецен в 1828 году К их потомкам также относится и Алсеу Вамози (1895-1923), известный бразильский писатель. Впоследствии фамилия была изменена на Васмоси, в том числе вместо заглавной «V» появилось «W». В 1995 году Хуан Карлос Васмоси посетил родной город своих предков во время своего официального визита в Венгрию.
Родившийся в Асунсьоне, столице Парагвая, Васмоси получил образование в Национальном университете Асунсьона. Свою карьеру он начинал в качестве инженера-строителя, впоследствии став главой парагвайского консорциума, работавшего на строительстве плотины Итайпу. В ходе реализации этого проекта Васмоси удалось существенно разбогатеть. При президенте Андресе Родригесе Педотти Васмоси занимал пост министра интеграции в правительстве Парагвая.
Андрес Родригес, президент Парагвая в 1989—1993 годах, одобрил Васмоси в качестве своего преемника на президентских выборах 1993 года. Васмоси удалось одержать победу на них с 41,6% голосов за него, его главный соперник Доминго Лайно, представитель Аутентичной радикальной либеральной партии, занял второе место с 33,5%. Фактически это были первые свободные выборы в истории Парагвая, где преимущество победителя над проигравшим было менее 10% голосов. Несмотря на ряд выявленных нарушений в ходе голосования, они были признаны незначительными и не ставившими под сомнение чистую победу Васмоси командой международных наблюдателей во главе с Джимми Картером, бывшем президентом США.
Тем не менее, Васмоси стал очень непопулярным президентом, когда он стал назначать многих давних сторонников диктатора Альфредо Стреснера на должности в правительстве Парагвая. Васмоси также не стал продолжать некоторые реформы предыдущего президента Родригеса.
Лино Овьедо, возглавлявший парагвайскую армию, якобы предпринял попытку государственного переворота в апреле 1996 года. В ответ Васмоси предложил ему пост министра, но вскоре и вовсе заключил того в тюрьму. В 1998 году кандидат от партии Колорадо Рауль Кубас в ходе президентской кампании обещал выпустить Овьедо, что и сделал после своей победы.
В 2002 году уже сам Васмоси был признан виновным в мошенничестве, которое принесло государству ущерб в 50 миллионов долларов США, и был приговорён к четырем годам лишения свободы. Приговор был позже обжалован.